# Tourmalet
A Tourmalet-hágó (franciául Col du Tourmalet) a franciaországi Pireneusok egyik legismertebb és legmagasabb közúti hágója, amely 2115 méteres tengerszint feletti magasságban található Hautes-Pyrénées megyében, Tarbes városától délre, a Magas-Pireneusok (Hautes-Pyrénées) hegycsoportjában. Ez a legmagasabban fekvő közúti hágó a francia Pireneusokban.

## Elhelyezkedése, környezete
A hágó Franciaország délnyugati részén, a Pireneusok központi vonulatában, Okcitánia régió Hautes-Pyrénées megyéjében helyezkedik el. Összeköti a nyugati oldalon fekvő Luz-Saint-Sauveur városát (és a Gave de Pau folyó völgyét) a keleti oldalon található Campan-völggyel (Vallée de Campan) és Sainte-Marie-de-Campan községgel, az Adour folyó völgyével. A hágó fölé magasodik a Pic du Midi de Bigorre (2877 m) csúcsa, amelyen egy híres csillagvizsgáló található. A hágó télen általában le van zárva a közúti forgalom elől a jelentős hómennyiség miatt (jellemzően októbertől májusig/júniusig).

## Ismertetése
A Pireneusokban nincs magasabban fekvő aszfaltozott közúti hágó, mint a Tourmalet, és kevés helyszín rendelkezik hasonló jelentőséggel és örökséggel a kerékpársport történetében. Rendkívül népszerű az amatőr kerékpárosok körében is, akik nyáron tömegesen másszák meg a legendás emelkedőket. A hágó a Tour de France kerékpáros körverseny egyik ikonikus helyszíne, amelynek útvonalába rendkívül gyakran, a verseny története során már több mint 85 alkalommal bekerült (2023-ig bezárólag), többször, mint bármely más hágó.

### A hágó és a hágóutak
A Tourmalet mindkét oldalról kihívást jelentő, hosszú és meredek emelkedővel közelíthető meg. 2010-ben, a Tour első pireneusi látogatásának és a Tourmalet első szereplésének századik évfordulóját ünnepelve, a verseny programjában mindkét irányból megmászta a mezőny a hágót, a keleti oldal pedig hegyi befutóként szolgált.
- A keleti hágóút: Sainte-Marie-de-Campan (851 m) felől induló kaptató 17,2 km hosszú, átlagosan 7,4%-os meredekségű, de a karakterisztikája változatos. Az emelkedés kezdetben lágyan indul a dúsan zöldellő legelők között, ahonnan a csúcs és a hegy nagy része még takarásban van. Az út Gripp település után kezd el igazán emelkedni, majd a La Mongie (1800 m) síközpont felé haladva feltartóztathatatlanul szigorodni kezd, és itt éri el legmeredekebb szakaszait (gyakran 9-10% fölötti részekkel). La Mongie modern, a tájba kevésbé illeszkedő épületegyüttesei („salakbeton tömbök”) kontrasztban állnak a környező természeti szépséggel. A síközpont utáni utolsó kilométerek ismét rendkívül meredekek, kopárabb, sziklásabb terepen vezetnek a csúcsig. A teljes szintemelkedés ezen az oldalon 1268 méter.
- A nyugati, Luz felőli hágóút: Luz-Saint-Sauveur (711 m) irányából az út 19 km hosszú, és 1404 méteres szintemelkedést küzd le, átlagosan 7,4%-os meredekséggel. Ez az oldal valamivel hosszabb és összességében több szintemelkedést tartalmaz. A nyugati kaptató általában nyitottabb és sokak szerint festőibb, mint a keleti. Az út Barèges (1250 m) falun halad keresztül, amely egy ismert gyógyfürdőhely. Barèges után az emelkedő igazán intenzívvé válik; az utolsó 11 kilométeren az átlagmeredekség 8% fölött van, és az utolsó kilométeren a 10%-ot is meghaladja. Ez az oldal kevésbé zárt, több helyről nyílik kilátás a környező hegyekre.
- A hágócsúcs: A Tourmalet 2115 méteres csúcsán több emlékmű is található. Az egyik Jacques Goddet, a Tour de France 1936 és 1987 közötti igazgatójának állít emléket. A másik, egy monumentális ezüstszínű szobor, az Óriás (Le Géant du Tourmalet), Octave Lapize kerékpárost ábrázolja, aki 1910-ben elsőként ért fel a hágóra a Tour de France mezőnyében, bár az utolsó kilométereket állítólag hóban gyalogolva tette meg. Tőle származik a Pireneusok emelkedőire (különösen a közeli Col d'Aubisque-ra) vonatkozó híres felkiáltás: „Gyilkosok!” („Assassins!”). A hágótetőn egy kávézó és ajándékbolt is található, amely a nyári szezonban fogadja a látogatókat.
- Pic du Midi de Bigorre: A Tourmalet-hágó közvetlen közelében magasodik a Pic du Midi de Bigorre (2877 m). A csúcson található híres Pic du Midi csillagvizsgálóhoz (Observatoire du Pic du Midi) La Mongie-ból drótkötélpályás felvonóval lehet feljutni, de egy keskeny, meredek, csak hivatalos célra használható út is vezet fel a hágó közeléből. Ez az út járműforgalom elől szigorúan el van zárva. Bár felmerültek ötletek a csúcs bevonására a Tour de France útvonalába, ez eddig nem valósult meg a rendkívül nehéz logisztikai és biztonsági kihívások miatt.[1] A csillagvizsgáló és a kilátóteraszok népszerű turisztikai célpontok.

## Fontos helyi események
Ha egy hely nevében benn van a sorsa is, akkor a Col du Tourmalet örök időkre arra „kárhoztatott”, hogy a kerékpársport leghíresebb versenyének leglátogatottabb és legnagyobb tiszteletnek örvendő hegye legyen.... Az Adour és Campan-völgyek felett terpeszkedő mogorva, szürke hegytömb, a Tourmalet – a név jelentése szó szerint „rossz kerülőút” – tehát bekerült névrokona, a Tour de France útitervébe. Pedig a versenyt alapító Henri Desgrange (aki az Alpokat részesítette előnyben) ...tiszta őrültségnek tartotta az elképzelést, hogy a mezőny a Tourmaletre másszon.... munkatársa Alphonse Steinès, aki maga is tehetséges kerékpáros volt, 1910 januárjának végén indult útnak a Pireneusokba felderíteni a terepet. Dacolva a hegy lábánál levő fogadóban kapott tanáccsal, miszerint a Col (hágó) júliusban is alig járható, januárban meg lehetetlen feladat, a vakmerő újságíró autóval, majd kerékpárral a hágó három kilométeres körzetéig jutott, ahol elakadt a hóban és gyalog folytatta útját. Steinest másnap hajnali három órakor találta meg a felkutatására indult mentőcsapat, kábultan, a hidegtől és fáradtságtól tántorogva, de diadalittasan küldte táviratát Desgrange-nak: Átkeltem Tourmalet-n. Stop. Nagyon jó út. Stop. Tökéletesen járható. Stop.

Kerékpárosok a Tourmalet-n és a hágó adatai
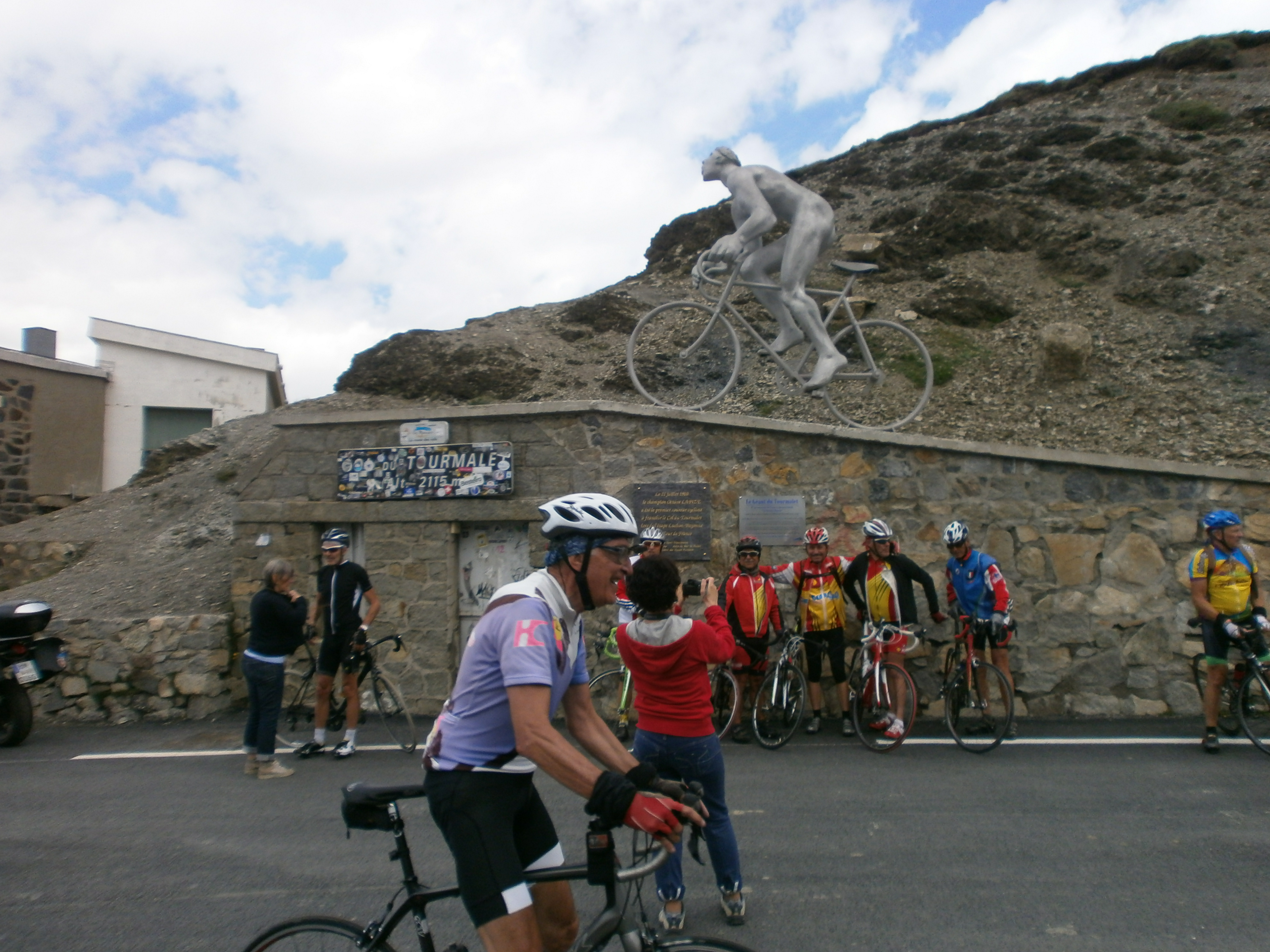
Amatőr kerékpárosok a nyugati oldalon
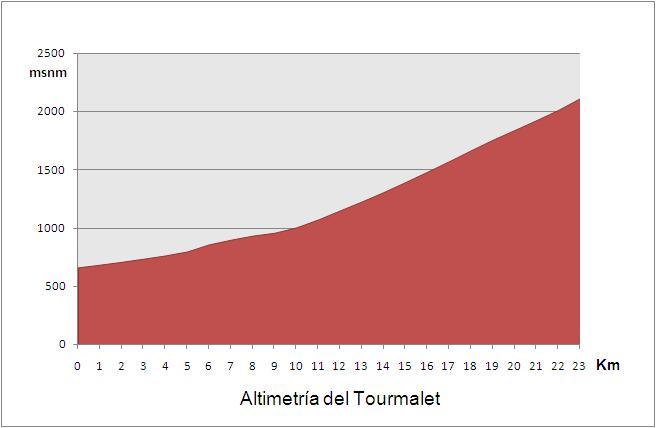
A két oldal szintrajza

A másik híres eset három évvel később, 1913-ban történt, amikor a francia Eugène Christophe látszólag a Tour de France dicsősége felé tekert. Másodikként haladt át a belga Philippe Thys után a Tourmalet csúcsán, azonban a keleti oldalon lefelé ereszkedés közben eltört kerékpárjának első villája. A korabeli szabályok szerint külső segítséget nem vehetett igénybe a javításhoz. Christophe több mint tíz kilométert gyalogolt lefelé a hegyről Sainte-Marie-de-Campan faluig, ahol felkereste a helyi kovácsműhelyt. Ott, a kovács felügyelete mellett, de saját kezűleg kellett megjavítania a villát. Ez órákig tartott, és bár a versenyt folytatni tudta, minden esélyét elvesztette a győzelemre. Ez az eset az emberi kitartás és a Tour korai, heroikus korszakának egyik legismertebb történetévé vált.
Christophe többszöri balszerencsés szereplését követően később vigasztalhatta a tudat, hogy ez az első, drámai élménye beemelte őt a Tour de France hőstörténeteibe. A kovácsműhely épülete ma is áll a faluban, emléktábla őrzi az eseményt.

## Képgaléria

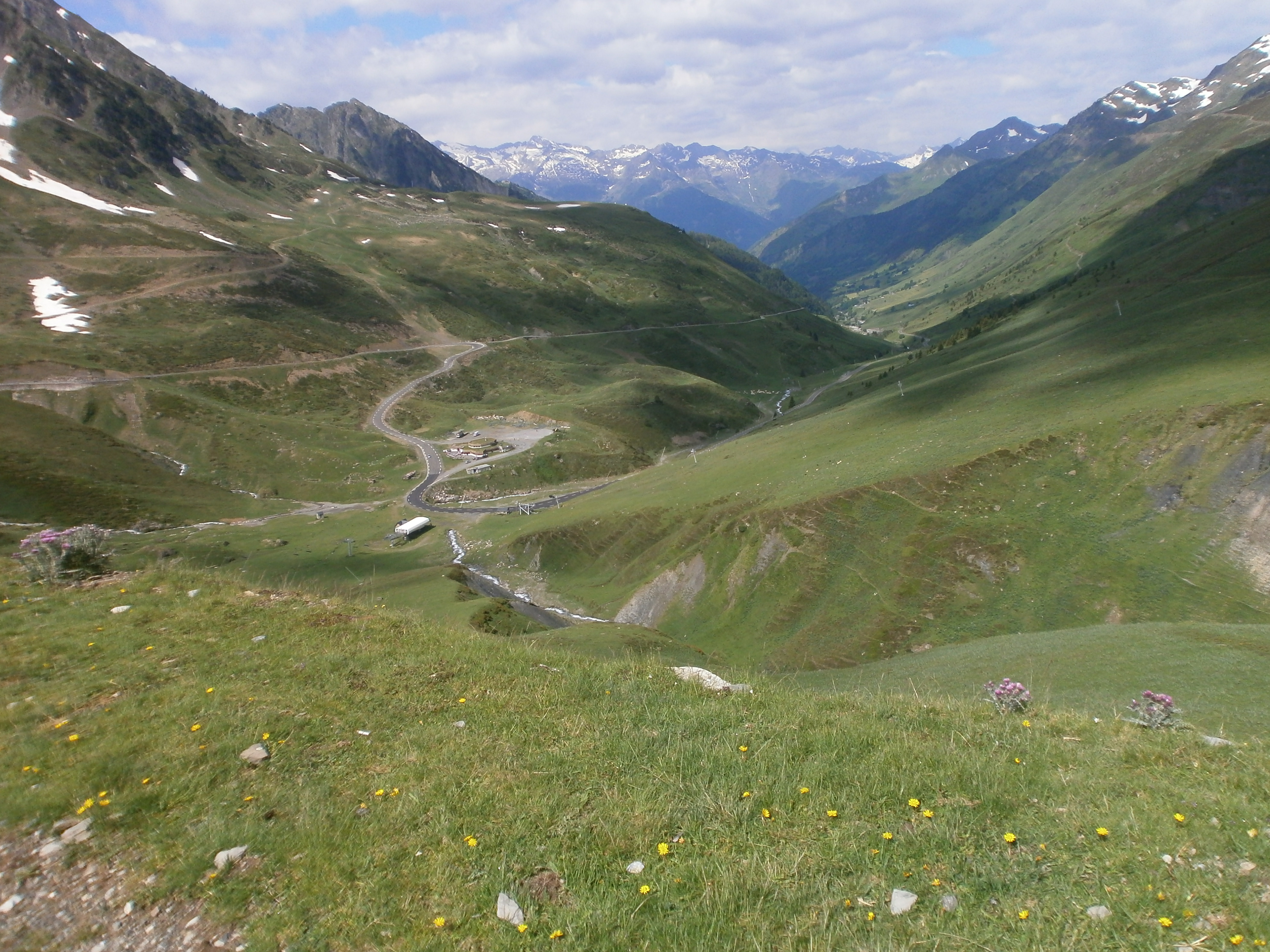
Az "Óriás" emlékmű a hágótetőn
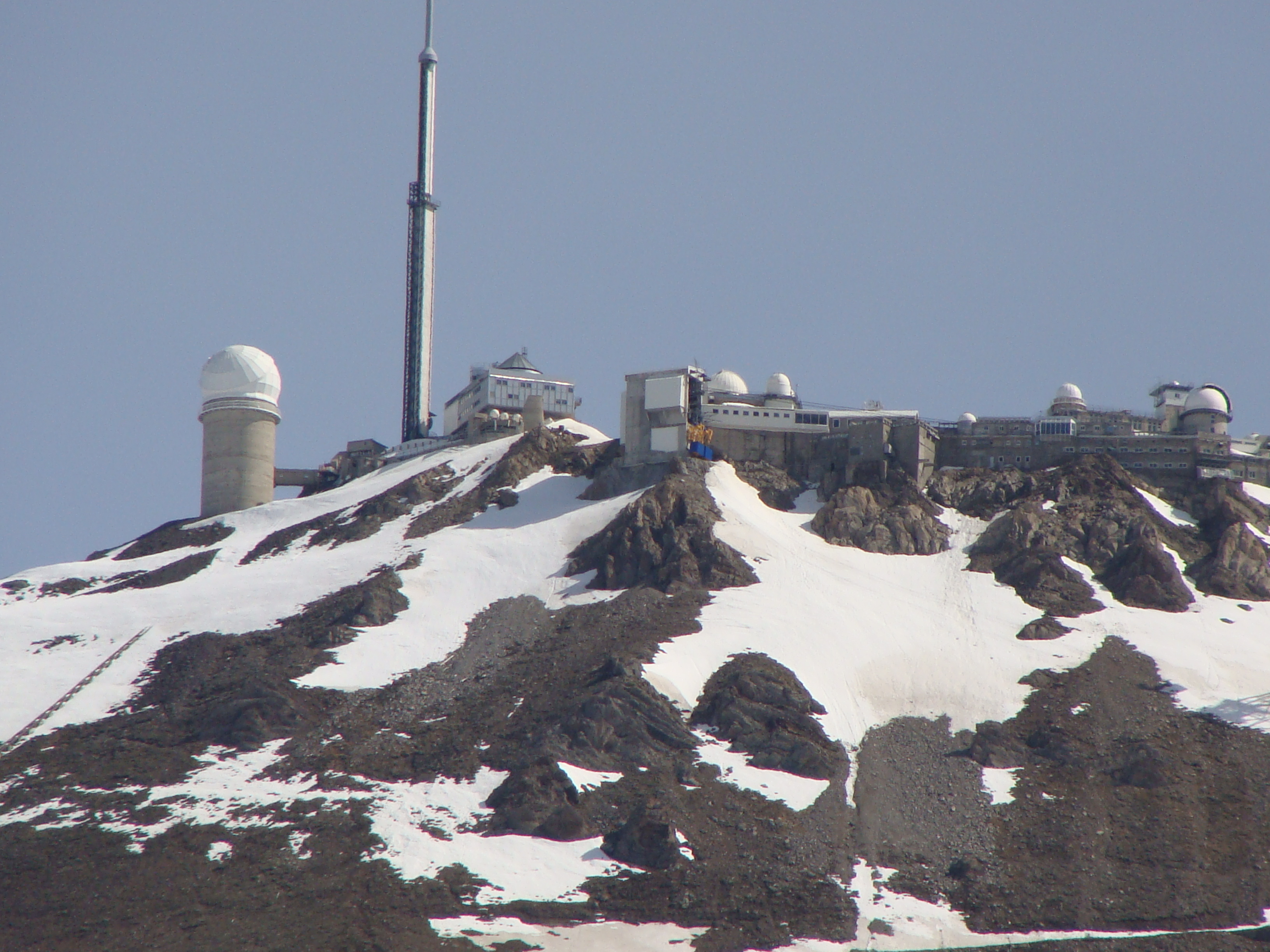
Kilátás a Pic du Midi csillagvizsgálóra a hágóról
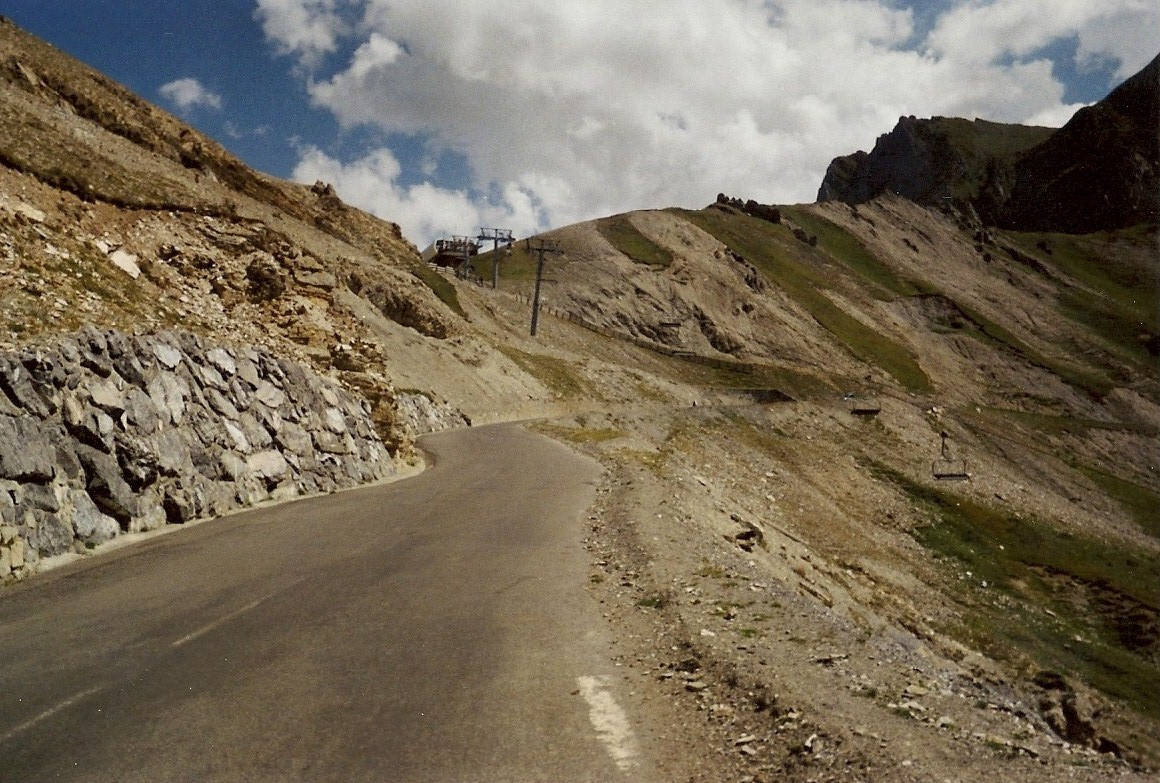
Az utolsó kilométer táblája (nyugati oldal)
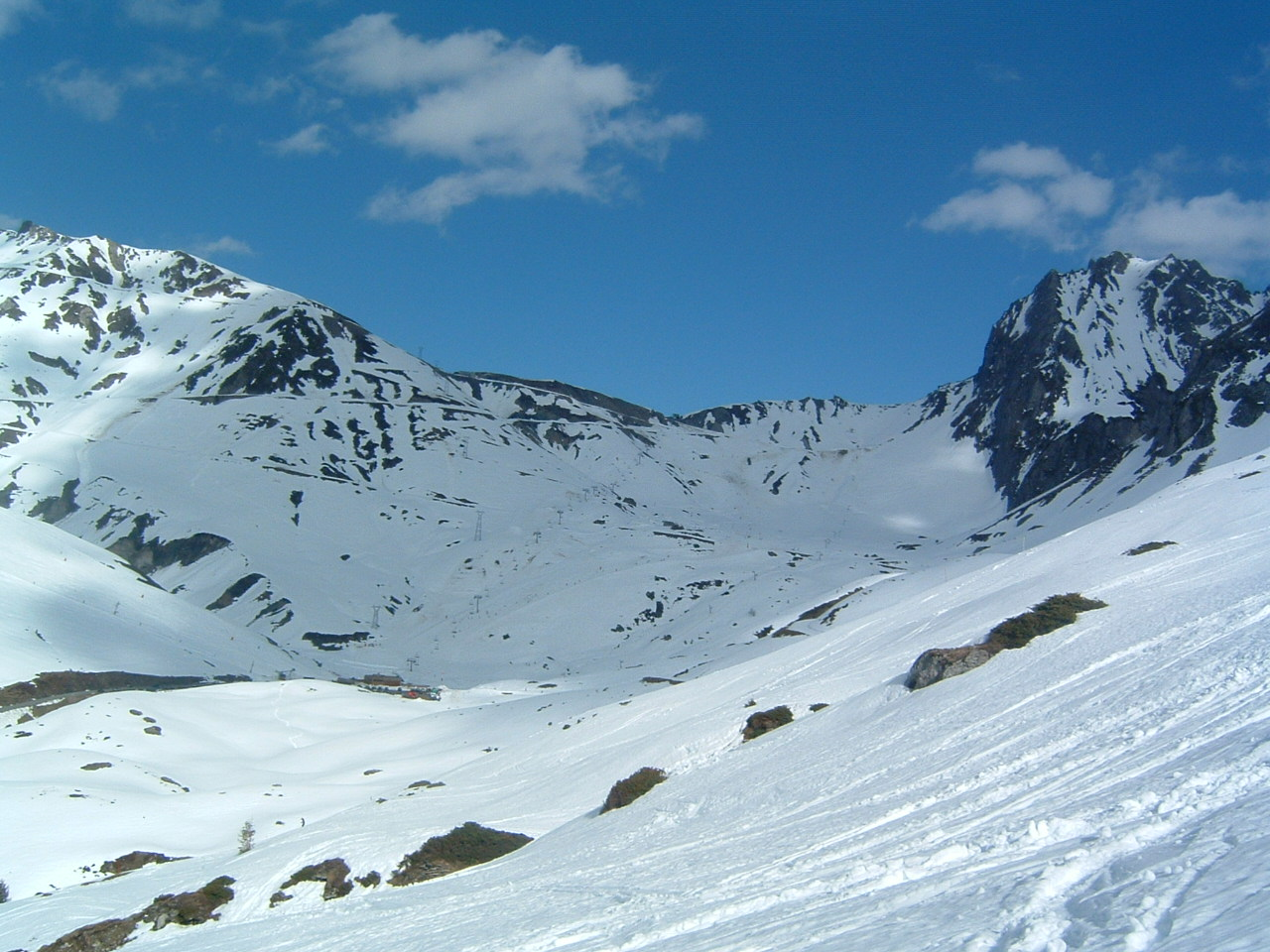
La Mongie síközpont a keleti oldalon
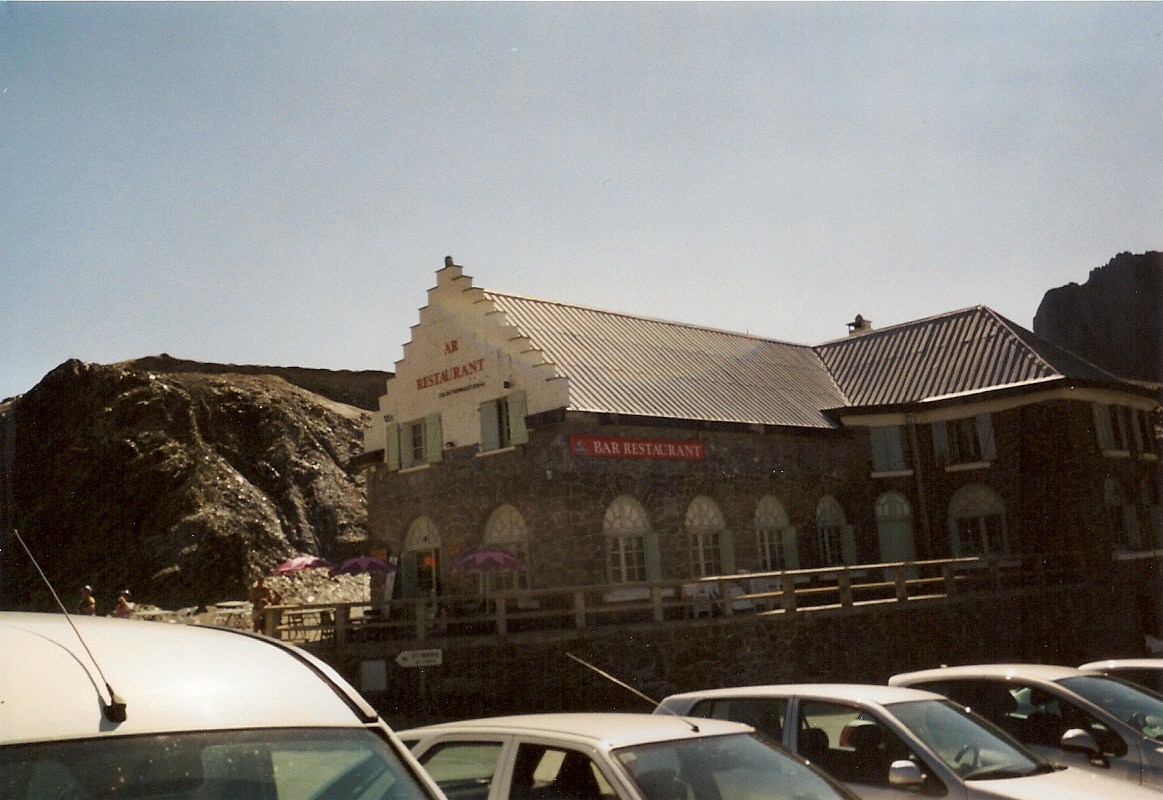
Étterem és ajándékbolt a hágótetőn